# Nueva Democracia (Portugal)
Nueva Democracia, en portugués Nova Democracia, es un partido político de derecha portugués de tendencia populista que nace de las disidencias internas del CDS-PP. Se encuentra presidido por Manuel Monteiro. Fue aceptado por el Tribunal Constitucional el 18 de junio de 2003. Su primer congreso tuvo lugar el 3 de noviembre de 2003, en Vila Nova de Famalicão, donde fue publicado el manifiesto del partido, denominado Una Idea de Portugal.
En las Elecciones al Parlamento Europeo de 2004 obtuvo el 1,03% de los votos, mientras que en las elecciones legislativas de 2005 obtuvo el 0,72% y en las 2009 el 0,38%.
El registro constitucional del partido fue cancelado por el Tribunal Constitucional el 23 de septiembre de 2015, después de que el partido no presentó su informe anual requerido en 2011, 2012 y 2013.